# Erol Büyükburç
Erol Büyükburç, né le 8 août 1936 à Adana et mort le 12 mars 2015 à Istanbul, est un chanteur pop et un acteur turc.

## Biographie
Après avoir étudié au Conservatoire municipal d'Istanbul, il se lance dans une carrière de chanteur dans des groupes de jazz. En 1961, il sort ce qui sera son plus grand succès, Little Lucy, dont il est le compositeur et l'auteur. Par la suite, il crée plusieurs autres chansons en anglais, comme Kiss me, Lovers Wish et Memories, qui le consacrent comme l'un des artistes les plus populaires de Turquie dans les années 60 et 70.
En parallèle, il mène une carrière d'acteur au cinéma, jouant notamment les premiers rôles dans des comédies romantiques comme Kizilciklar oldumu (1967), Gençlik türküsü (1967), Sus sus kimseler duymasin (1968), Bir damat araniyor (1968), Berdus (1969), Avare asik (1970), Öp beni (1970), Turist Ömer boga güresçisi (1971) de Hulki Saner, Yaseminin tatli aski (1968), Menekse gözler (1969) d'Atıf Yılmaz, Haydi gençlik hop hop hop (1975) de Nuri Ergün, Ah bu sevda (1977) d'Oguz Gözen. Il participe aussi à des séries télévisées dans les années 2000.